# Giulia Galli

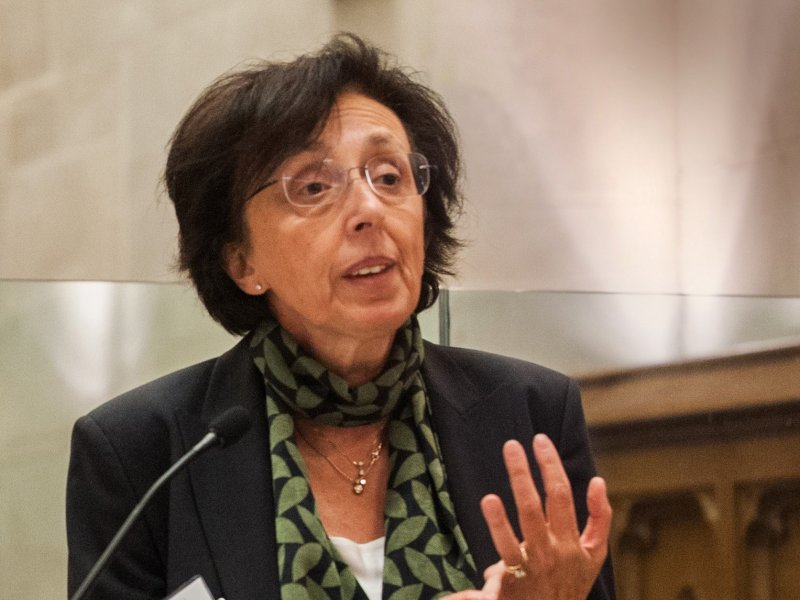
Giulia Galli (2016)

Giulia A. Galli ist eine US-amerikanische Physikerin und Materialwissenschaftlerin an der University of Chicago und dem Argonne National Laboratory.

## Leben und Wirken
Galli erwarb an der Scuola Internazionale Superiore di Studi Avanzati in Triest einen Ph.D. in Physik. Als Postdoktorandin arbeitete sie an der University of Illinois at Urbana-Champaign und am IBM Zurich Research Laboratory.
Eine erste eigene Arbeitsgruppe leitete Galli von 1991 bis 1997 an der École polytechnique fédérale de Lausanne. Sie war von 1998 bis 2005 Leiterin der Quantum Simulations Group am Lawrence Livermore National Laboratory und von 2005 bis 2013 Professorin für Chemie und Physik an der University of California, Davis.
Giulia Galli ist heute (Stand 2023) Liew Family professor of Electronic Structure and Simulations an den Abteilungen für Molekularingenieurwesen (Molecular Engineering) und für Chemie der University of Chicago. Darüber hinaus ist sie Forschungsgruppenleiterin (Senior Scientist) und Direktorin des Midwest Integrated Center for Computational Materials am Argonne National Laboratory.
Galli entwickelte theoretische Modelle um die elektronischen und strukturellen Eigenschaften bestimmter Moleküle und Materialien zu berechnen und zu konstruieren, was in zahlreichen Disziplinen Anwendung fand, insbesondere aber in den Nanowissenschaften und bei der Anwendung von erneuerbaren Energien und Quantentechnologie. Galli hat laut Google Scholar einen h-Index von 107, laut Datenbank Scopus einen von 95 (jeweils Stand August 2025).

## Auszeichnungen (Auswahl)
- 2003 Fellow der American Physical Society[4]
- 2013 Fellow der American Association for the Advancement of Science
- 2019 Feynman Prize in Nanotechnology[5]
- 2020 Mitglied der American Academy of Arts and Sciences[6]
- 2020 Mitglied der National Academy of Sciences[7]
- 2022 Aneesur-Rahman-Preis der American Physical Society[1]
- 2024 Joseph O. Hirschfelder Prize[8]